# Cukrownik żółtobrzuchy
Cukrownik żółtobrzuchy (Dacnis flaviventer) – gatunek małego ptaka z rodziny tanagrowatych (Thraupidae). Występuje w północnej połowie Ameryki Południowej. W Czerwonej księdze gatunków zagrożonych IUCN klasyfikowany jest jako gatunek najmniejszej troski (LC, Least Concern).

## Systematyka
Pierwszego naukowego opisu gatunku dokonali francuscy ornitolodzy Alcide d’Orbigny i Frédéric de Lafresnaye w 1837 roku, nadając mu nazwę D.[acnis] flaviventer. Opis ukazał się na łamach czasopisma „Magasin de zoologie”. Jako miejsce typowe wskazali Yuracares w Boliwii. Nie wyróżnia się podgatunków.

### Etymologia
- Dacnis: greckie δακνις daknis – rodzaj ptaka z Egiptu, dotychczas niezidentyfikowany, wymieniony przez Hezychiusza i Pompejusza Festusa[10].
- flaviventer: łac. flavus „żółty, złotożółty”, łac. venter, ventris „brzuch”[11].

## Morfologia
Mały ptak o krótkim, stożkowym, ostro zakończonym i lekko zaokrąglonym czarniawym dziobie; górna szczęka nieco dłuższa. Nogi szare, niebieskoszare, ciemnoszare lub ołowiane. Tęczówki w kolorze od żółtoczerwonawych do jaskrawoczerwonych lub ognistoczerwonych.
Występuje dymorfizm płciowy. Samce żółto-czarne. Na głowie czapeczka, ciemnozielona z lekkim odcieniem żółtego przechodząca aż do karku. Poniżej czarna maska rozciągająca się od nasady dzioba do karku. Podgardle i gardło czarne. Od dolnej nasady dzioba żółte policzki rozszerzające się w kierunku szyi. Pierś, brzuch, boki i pokrywy podogonowe żółte z podłużnymi łatkami, rozciągającymi się promieniście od szyi do zadu. Ogon, pokrywy skrzydeł i grzbiet czarne. Na skrzydłach żółty pasek. Samice ubarwione bardziej jednolicie. Górne części ciała oliwkowobrązowe, skrzydła ciemnobrązowe, dolne części ciała zaś żółtawopłowe, jaśniejsze na brzuchu. Młode osobniki nie są opisane.
Długość ciała 11–13 cm, masa ciała 12–14 g. Długość dzioba 11–12 mm, długość ogona 40–44 mm, długość skrzydła 58–64 mm.

## Zasięg występowania
Cukrownik żółtobrzuchy występuje na terenach położonych na wysokości od około 250 do około 1150 m n.p.m., jednak w zależności od obszaru zamieszkiwania te wartości różnią się: w dorzeczu Amazonki 350–656 m n.p.m., w Ekwadorze poniżej 500 m n.p.m. i sporadycznie do 1050 m n.p.m., w Boliwii głównie poniżej 800 m n.p.m., a sporadycznie do 1400 m n.p.m., w Peru od 250 do 1000 m n.p.m. Jego zasięg występowania, według szacunków organizacji BirdLife International, obejmuje około 6,18 mln km². Główny obszar występowania obejmuje nisko położone obszary górnej i środkowej części dorzecza Amazonki do podnóża Andów od wschodnich i południowych obszarów Wenezueli, poprzez południowo-wschodnią Kolumbię, Ekwador i wschodnie Peru do północno-zachodniej Boliwii i w zachodnich obszarach Brazylii.

## Ekologia
Jego głównym habitatem są sezonowo zalewane lasy tropikalne, wilgotne lasy tropikalne, wyspy rzeczne, brzegi rzek i jezior, osuwiska, półotwarte obszary leśne. Spotykany jest także w Yungas i na bezdrzewnych trawiastych równinach we wschodniej Kolumbii (formacja llanos). Jest gatunkiem osiadłym.
Cukrownik żółtobrzuchy jest gatunkiem w zasadzie wszystkożernym. Jego dieta składa się z owoców, nektaru i owadów. Żeruje od średniego piętra do koron drzew. Zazwyczaj występuje pojedynczo, w parach lub małych grupach, liczących od 10 do 15 osobników tego samego gatunku. Spotykany jest także w stadach mieszanych.

### Rozmnażanie
Okres lęgowy przypada na koniec pory deszczowej i początek suchej. Opisane gniazdo znajdowało się na wysokości 6,5 m nad ziemią na wysokim na 7 m drzewie laurowym i było dobrze ukryte wśród łodyg spokrewnionej z jemiołą pasożytniczej rośliny z rodziny gązewnikowatych (Loranthaceae). Miało kształt lekko wydłużonej filiżanki o średnicy 61,3 mm na 70,4 mm i wysokości 38,9 mm. Wewnętrzne wymiary to 45,2 mm na 53,7 mm i głębokość 30,1 mm. Gniazdo było luźno zbudowane z liści paproci z rodziny paprotkowatych (Polypodiaceae) połączonych ze sobą przy użyciu nici pajęczej, wyścielone utkanymi cienkimi korzonkami, suchą trawą i mchem. Gniazdo i miejsce jego umieszczenia jest analogiczne do innych gatunków tego rodzaju: cukrownika białobrzuchego, cukrownika modrolicego czy cukrownika niebieskiego.

## Status
W Czerwonej księdze gatunków zagrożonych IUCN cukrownik żółtobrzuchy jest klasyfikowany jako gatunek najmniejszej troski (LC, Least Concern). Liczebność populacji nie została oszacowana, ale ptak ten opisywany jest jako rzadki i rozmieszczony punktowo. Trend populacji uznawany jest za spadkowy, z powodu zagrożeń związanych ze zmniejszaniem się habitatu.